# Seznam dílů seriálu Štěně jménem Scooby-Doo
Toto je seznam dílů seriálu Štěně jménem Scooby-Doo. V Česku jej premiérově vysílala TV Prima.

## Přehled řad
| Řada | Díly | Premiéra v USA | Premiéra v USA    | Premiéra v ČR      | Premiéra v ČR      |
| Řada | Díly | První díl      | Poslední díl      | První díl          | Poslední díl       |
| ---- | ---- | -------------- | ----------------- | ------------------ | ------------------ |
| 1    | 13   | 10. září 1988  | 10. prosince 1988 | 6. listopadu 2007  | 18. listopadu 2007 |
| 2    | 8    | 9. září 1989   | 4. listopadu 1989 | 19. listopadu 2007 | 26. listopadu 2007 |
| 3    | 6    | 8. září 1990   | 20. července 1990 | 27. listopadu 2007 | 2. prosince 2007   |

## Seznam dílů

### První řada (1988)
| Č. v seriálu | Č. v řadě | Původní název                            | Český název                   | Režie                                                                     | Scénář                                                                      | Premiéra v USA     | Premiéra v ČR      |
| ------------ | --------- | ---------------------------------------- | ----------------------------- | ------------------------------------------------------------------------- | --------------------------------------------------------------------------- | ------------------ | ------------------ |
| 1            | 1         | A Bicycle Built for Boo!                 | Záhada ukradeného bicyklu     | Arthur Davis, Oscar Dufau, Bob Goe, Don Lusk, Paul Sommer a Ray Patterson | Tom Ruegger, Jim Ryan a Charles M. Howell IV                                | 10. září 1988      | 6. listopadu 2007  |
| 2            | 2         | The Sludge Monster from the Earth's Core | Bahenní příšera z hlubin Země | Arthur Davis, Oscar Dufau, Bob Goe, Don Lusk, Paul Sommer a Ray Patterson | námět: Tom Ruegger scénář: Mary Jo Ludin                                    | 17. září 1988      | 7. listopadu 2007  |
| 3            | 3         | Wanted: Cheddar Alive                    | Sýrová obluda                 | Arthur Davis, Oscar Dufau, Bob Goe, Don Lusk, Paul Sommer a Ray Patterson | námět: Bill Matheny, Lane Raichert a Laren Bright scénář: Kristina Mazzotti | 24. září 1988      | 8. listopadu 2007  |
| 4            | 4         | The Schnook Who Took My Comic Book       | Zloděj komiksu                | Arthur Davis, Oscar Dufau, Bob Goe, Don Lusk, Paul Sommer a Ray Patterson | Jim Ryan                                                                    | 1. října 1988      | 9. listopadu 2007  |
| 5            | 5         | For Letter or Worse                      | Televizní záhada              | Arthur Davis, Oscar Dufau, Bob Goe, Don Lusk, Paul Sommer a Ray Patterson | Laren Bright, Bill Matheny a Lane Raichert                                  | 8. října 1988      | 10. listopadu 2007 |
| 6            | 6         | The Babysitter from Beyond               | Paní na strašení              | Arthur Davis, Oscar Dufau, Bob Goe, Don Lusk, Paul Sommer a Ray Patterson | námět: Tom Ruegger scénář: Wayne Kaatz                                      | 15. října 1988     | 11. listopadu 2007 |
| 7            | 7         | Snow Place Like Home                     | Říše sněhu a děsu             | Arthur Davis, Oscar Dufau, Bob Goe, Don Lusk, Paul Sommer a Ray Patterson | námět: Lane Raichert, Bill Matheny a Laren Bright scénář: Mary Jo Ludin     | 22. října 1988     | 12. listopadu 2007 |
| 8            | 8         | Now Museum, Now You Don't                | Muzeální trable               | Arthur Davis, Oscar Dufau, Bob Goe, Don Lusk, Paul Sommer a Ray Patterson | námět: Bill Matheny, Lane Raichert a Laren Bright scénář: Jim Ryan          | 29. října 1988     | 13. listopadu 2007 |
| 9            | 9         | Scooby Dude                              | Na pláži straší               | Arthur Davis, Oscar Dufau, Bob Goe, Don Lusk, Paul Sommer a Ray Patterson | Laren Bright, Bill Matheny a Lane Raichert                                  | 5. listopadu 1988  | 14. listopadu 2007 |
| 10           | 10        | Ghost Who's Coming to Dinner             | Podnikavý duch                | Arthur Davis, Oscar Dufau, Bob Goe, Don Lusk, Paul Sommer a Ray Patterson | Lane Raichert, Bill Matheny a Laren Bright                                  | 12. listopadu 1988 | 15. listopadu 2007 |
| 11           | 11        | The Story Stick                          | Vypravěčská hůlka             | Arthur Davis, Oscar Dufau, Bob Goe, Don Lusk, Paul Sommer a Ray Patterson | Laren Bright, Bill Matheny a Lane Raichert                                  | 19. listopadu 1988 | 16. listopadu 2007 |
| 12           | 12        | Robopup                                  | Psí robot                     | Arthur Davis, Oscar Dufau, Bob Goe, Don Lusk, Paul Sommer a Ray Patterson | námět: Bill Matheny, Laren Bright a Lane Raichert scénář: Mary Jo Ludin     | 26. listopadu 1988 | 17. listopadu 2007 |
| 13           | 13        | Lights... Camera... Monster              | Světla, kamera, příšera       | Arthur Davis, Oscar Dufau, Bob Goe, Don Lusk, Paul Sommer a Ray Patterson | Laren Bright, Bill Matheny a Lane Raichert                                  | 3. prosince 1988   | 18. listopadu 2007 |

### Druhá řada (1989)
| Č. v seriálu | Č. v řadě | Původní název                | Český název                | Režie                                 | Scénář                                                                  | Premiéra v USA     | Premiéra v ČR      |
| ------------ | --------- | ---------------------------- | -------------------------- | ------------------------------------- | ----------------------------------------------------------------------- | ------------------ | ------------------ |
| 14           | 1         | Curse of the Collar          | Prokletí obojku            | Don Lusk, Ray Patterson a Paul Sommer | Bill Matheny, Lane Raichert a Laren Bright                              | 9. září 1989       | 19. listopadu 2007 |
| 15           | 2         | The Return of Commander Cool | Návrat kapitána Drsňáka    | Don Lusk, Ray Patterson a Paul Sommer | Laren Bright, Bill Matheny a Lane Raichert                              | 16. září 1989      | 20. listopadu 2007 |
| 16           | 3         | The Spirit of Rock 'n' Roll  | Duch rokenrolu             | Don Lusk, Ray Patterson a Paul Sommer | námět: Laren Bright, Bill Matheny a Lane Raichert scénář: Mary Jo Ludin | 23. září 1989      | 21. listopadu 2007 |
| 17           | 4         | Chickenstein Lives!          | Kuřodlak                   | Don Lusk, Ray Patterson a Paul Sommer | námět: Laren Bright, Bill Matheny a Lane Raichert scénář: Evelyn Gabai  | 30. září 1989      | 22. listopadu 2007 |
| 18           | 5         | Night of the Living Burger   | Noc oživlého hamburgeru    | Don Lusk, Ray Patterson a Paul Sommer | Laren Bright, Bill Matheny a Lane Raichert                              | 7. října 1989      | 23. listopadu 2007 |
| 19           | 6         | The Computer Walks Among Us  | Velmin robot               | Don Lusk, Ray Patterson a Paul Sommer | námět: Bill Matheny a Lane Raichert scénář: Alan Swayze                 | 14. října 1989     | 24. listopadu 2007 |
| 20           | 7         | Dog Gone Scooby              | Ztratil se Scooby          | Don Lusk, Ray Patterson a Paul Sommer | Laren Bright, Bill Matheny a Lane Raichert                              | 15. listopadu 1989 | 25. listopadu 2007 |
| 21           | 8         | Terror, Thy Name Is Zombo    | Hrůzo,tvé jméno jest Zombo | Don Lusk, Ray Patterson a Paul Sommer | námět: Laren Bright, Bill Matheny a Lane Raichert scénář: Evelyn Gabai  | 28. listopadu 1989 | 26. listopadu 2007 |

### Třetí řada (1990–1991)
| Č. v seriálu | Č. v řadě | Původní název                                                    | Český název                                      | Režie                                 | Scénář | Premiéra v USA    | Premiéra v ČR      |
| ------------ | --------- | ---------------------------------------------------------------- | ------------------------------------------------ | ------------------------------------- | --- | ----------------- | ------------------ |
| 22           | 1         | Night of the Boogey Biker/Dawn of the Spooky Shuttle Scare       | Noc černého jezdce/Duch z raketoplánu            | Don Lusk, Ray Patterson a Paul Sommer | Laren Bright, Lane Raichert, Bill Matheny (Night of the Boogey Biker) David Schwartz (Dawn of the Spooky Shuttle Scare)                      | 8. září 1990      | 27. listopadu 2007 |
| 23           | 2         | Wrestle Maniacs                                                  | Zběsilí zápasníci                                | Don Lusk, Ray Patterson a Paul Sommer | námět: Laren Bright, Bill Matheny a Lane Raichert scénář: Evelyn Gabai                                                                       | 22. září 1990     | 28. listopadu 2007 |
| 24           | 3         | Horror of the Haunted Hairpiece                                  | Příšera jménem Parukáč                           | Don Lusk, Ray Patterson a Paul Sommer | námět: Bill Matheny a Lane Raichert scénář: Laren Bright a Evelyn Gabai                                                                      | 29. září 1990     | 29. listopadu 2007 |
| 25           | 4         | Mayhem of the Moving Mollusk                                     | Šnek útočí                                       | Don Lusk, Carl Urbano a Ray Patterson | David Schwartz a Bill Matheny | 6. července 1991  | 30. listopadu 2007 |
| 26           | 5         | The Were-Doo of Doo Manor                                        | Vlko-Doo z rodinného sídla                       | Don Lusk, Carl Urbano a Ray Patterson | David Schwartz | 13. července 1991 | 1. prosince 2007   |
| 27           | 6         | Catcher on the Sly/The Ghost of Mrs. Shusham/The Wrath of Waitro | Chyťte Scoobyho!/Duch paní Šmanové/Padouch pingl | Don Lusk, Carl Urbano a Ray Patterson | Scott Jeralds a Bill Matheny (Catcher on the Sly) Bill Matheny (The Ghost of Mrs. Shusham) Evelyn Gabai a Bill Matheny (The Wrath of Waitro) | 20. července 1991 | 2. prosince 2007   |